# Hyla tsinlingensis
Hyla tsinlingensis es una especie de anfibios de la familia Hylidae. Es endémica de China.
Sus hábitats naturales incluyen zonas templadas de arbustos, ríos, corrientes intermitentes de agua, pantanos, marismas de agua dulce y tierras de irrigación. Está amenazada de extinción por la destrucción de su hábitat natural.